# Jamie Jones (jogador de snooker)
Jamie Jones (Neath Port Talbot, 14 de fevereiro de 1988) é um jogador de snooker galês. É jogador profissional de snooker desde 2006.
Sua melhor performance em provas do ranking mundial foram três semifinais: Australian Goldfields Open de 2015, Paul Hunter Classic de 2017 e Aberto Escocês de 2020 (em inglês:  Scottish Open).

## Carreira
Ganhou o título do Campeonato Europeu Sub-19 de 2004, e em 2006, tornou-se profissional de snooker. Chegou à final de um evento do Players Tour Championship de 2010 em Sheffield, mas acabou perdendo por 4–1 para o chinês Ding Junhui. Seu primeiro máximo break (break de 147) oficial só veio no Paul Hunter Classic de 2018. Em 2020, ele pôs fim a uma ausência de dois anos e recuperou o seu lugar na turnê profissional via Q School, derrotando o cipriota Michael Georgiou por 4–0 na rodada final do evento dois.

## Finais na carreira
| Resultado    | Ano  | Torneio        | Oponente na final | Placar | Ref.  |
| ------------ | ---- | -------------- | ----------------- | ------ | ----- |
| Vice-campeão | 2010 | Sheffield Open | Ding Junhui       | 1–4    | [ 3 ] |

| Resultado    | Ano  | Torneio                | Oponente na final | Placar | Ref.  |
| ------------ | ---- | ---------------------- | ----------------- | ------ | ----- |
| Vice-campeão | 2005 | Liam O'Connor Memorial | Dominic Dale      | 0–6    | [ 4 ] |
| Vice-campeão | 2012 | Aberto de Viena        | Simon Bedford     | 2–5    |       |
| Campeão      | 2016 | Pink Ribbon            | David Grace       | 4–3    |       |

| Resultado | Ano  | Torneio                   | Oponente na final | Placar | Ref.  |
| --------- | ---- | ------------------------- | ----------------- | ------ | ----- |
| Campeão   | 2004 | Campeonato Europeu Sub–19 | Mark Allen        | 6–3    | [ 2 ] |
| Campeão   | 2006 | Campeonato Amador Galês   | Philip Williams   | 9–8    |       |
| Campeão   | 2008 | PIOS – Evento 7           | Peter Lines       | 6–2    |       |
| Campeão   | 2008 | Campeonato Amador Galês   | David Donovan     | 8–2    |       |
| Campeão   | 2009 | PIOS – Evento 4           | Jak Jones         | 6–0    |       |